# 遠藤春山
遠藤 春山（えんどう はるのぶ、1885年（明治18年）2月9日 - 1967年（昭和42年）10月7日）は、大日本帝国陸軍軍人。最終階級は陸軍少将。

## 経歴
1885年（明治18年）に岩手県で生まれた。陸軍士官学校第19期卒業。1936年（昭和11年）8月1日に陸軍歩兵大佐進級と同時に岡山連隊区司令官に着任。1939年（昭和14年）3月に陸軍少将進級と同時に留守第4師団司令部附となり、1940年（昭和15年）3月9日に南支那方面軍司令部附を経て、12月6日に独立混成旅団第19旅団長（支那派遣軍・第23軍）に就任し、日中戦争に出動。汕頭周辺の守備に就き、1941年（昭和16年）10月15日に待命、12月2日に予備役に編入された。
1944年（昭和19年）7月8日に召集され大阪連隊区司令官に就任。8月8日に留守第4師団兵務部長に転じ、1945年（昭和20年）3月31日に盛岡連隊区司令官兼盛岡地区司令官に就任した。
1947年（昭和22年）11月28日、公職追放仮指定を受けた。